# Nécsey István

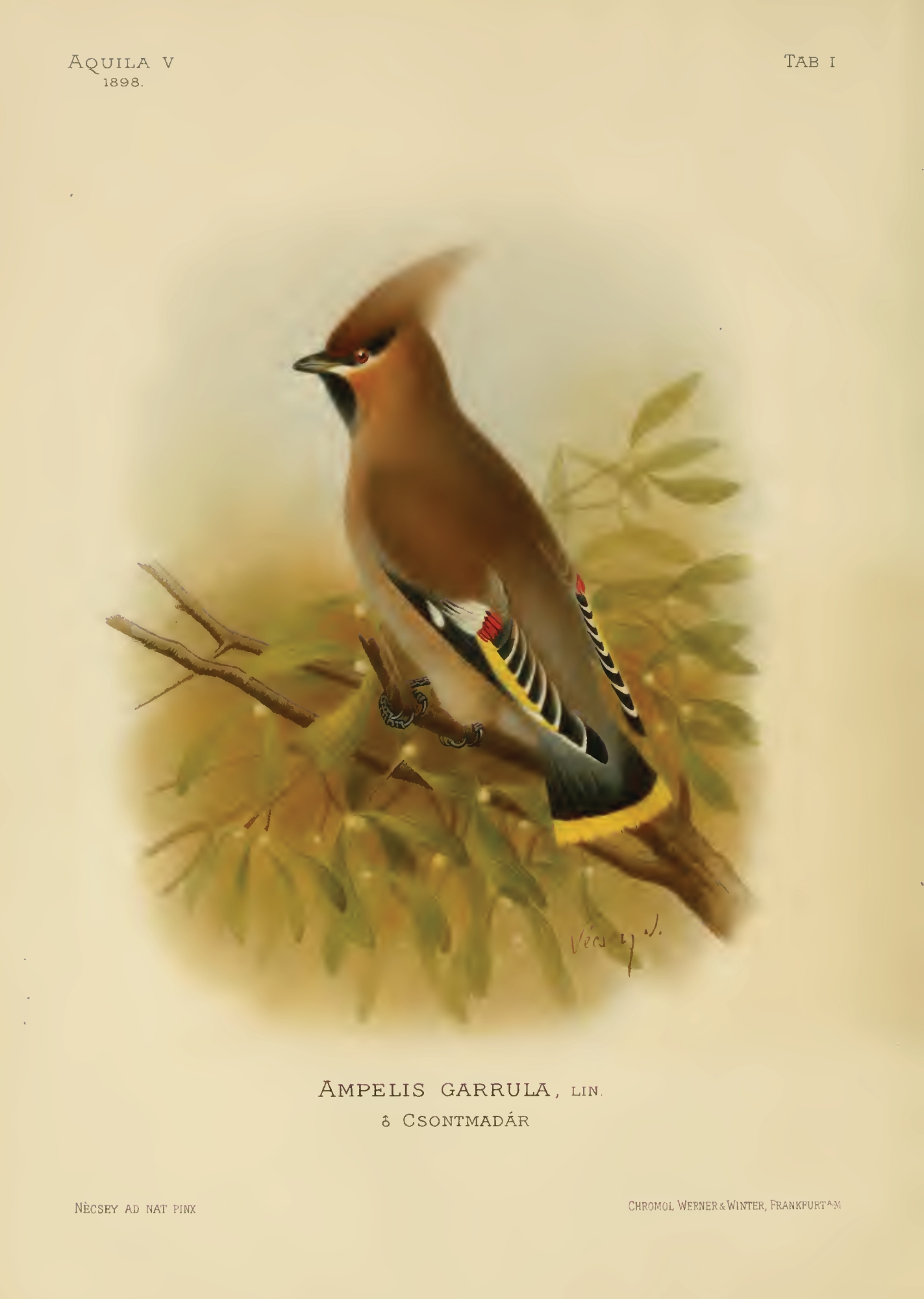
Csonttollú illusztráció az Aquilából (1898)

Nécsey István Bálint (szlovákul Štefan Néčei) (Verebély, 1870. február 12. – München, 1902. március 26.) magyar festőművész, madár- és lepkeillusztrátor, amatőr entomológus (rovar) és lepidopterológus (lepke).

## Élete
Nécsey József postamester, gyűjtő és Agárdy Ida fia.
Középiskoláit Nyitrán és Pozsonyban végezte, 1887-ben érettségizett. Gyerekkori kedvteléséből kiindulva jelentkezett Hollósy Simon müncheni magánóráira, majd 1888-ban a müncheni művészeti akadémiára került. Fél évre rá azonban visszatér Hollósyhoz. A naturalista irányzat képviselője, ennek érdekében 1890-ben beiratkozott a párizsi Julien Akadémiára. Itt Jules Joseph Lefebvre, Benjamin Constant és Doucet keze alatt dolgozott.
Hazatérte után 1892-1893-ban önkéntesként abszolválta a katonai szolgálatot Esztergomban. Ezek után Verebélyre tér vissza, ahol a természeti központi témákhoz vonzódott, főleg madarakat és lepkéket rajzolt. Több ízben küldte el rajzait az Akadémiának, azonban nem járt sikerrel. 1895-ben Herman Ottóhoz fordult segítségért, aki ekkor már elismert tudós. Az ő közbenjárásával végül a Természettudományi Társaság elismerően nyilatkozott munkáiról. A természeten kívül portrékat és népi kultúrát megörökítő műveket is festett. 1896-ban néprajzi témájú munkáit kiállították.
Hermannak köszönhetően megbízták a háromkötetes Magyarország madarai könyv illusztrálásával. Ez meghozta számára a sikert, majd Zichy Jenő és Pósta Béla ázsiai kutatásait bemutató könyveit is illusztrálta. Később Bíró Lajos új-guineai gyűjteményének katalógusát is ő illusztrálta.
1893 és 1902 között rovartannal is foglalkozott, főleg a lepkék kutatásával. A mai Szlovákia területén 482 lepkefajt írt le, ebből 421-t Verebély környékéről. Tervei között szerepelt egy magyarországi lepkékről szóló könyv készítése, melynek fennmaradt 629 rajza a lévai Barsi múzeumban lévő hagyatékában található. Ezen területen úttörőnek számít, több fajt elsőként rajzolt meg. Cikkeit a főként a Rovartani Lapokban tette közzé. 1893-tól folyó tervszerű tudományos munkájának eredménye lepkegyűjteménye is, mely szintén a Barsi múzeumban található.
Zárkózott természetű volt, egy viszonzatlan szerelem eredményeképpen 1902. március 5-én öngyilkosságot kísérelt meg. A munkájához való visszatérésre már nem volt lehetősége, mert a kísérlet következményeként Münchenben a kórházban meghalt. Maradványait a verebélyi családi kriptában helyezték örök nyugalomra.
Lepkegyűjteményét az Erdélyi Nemzeti Múzeum állattára vásárolta meg.

## Művei
- 1899 Pentophora morio. Rovartani Lapok 6, 8–10.
- 1899 Lépkebiológiai megfigyelések. Rovart. Lapok 6.
- 1900 Barsmegye nagylepkéi. Rovart. Lapok 7, 25–30, 59–62, 79–81.
- 1901 Egy állatpör (Ein Tierprozeß). Népr. Értes. 2, 29–30.